# Пиа, Феликс
Феликс Пиа (фр. Félix Pyat) (4 октября 1810[…], Вьерзон — 3 августа 1889[…], Сен-Гратьян) — французский писатель, журналист и выдающийся оратор XIX века.

## Биография

### Семья и образование
Феликс Пиа родился 4 октября 1810 года во Вьерзоне. Отец писателя был адвокатом. Пиа получил юридическое образование. 
Уже в 19-летнем возрасте Пиа выступал на народных собраниях, показывая себя непримиримым республиканцем. После окончания университета в 1831 г. отказался от адвокатской карьеры, занялся политикой и литературой. 

### Деятельность
В 1838 г. в «Europe littéraire» появилась его драма «Arabella», где под вымышленными испанскими именами была изложена смерть принца Конде, как она понималась тогда в радикальных кружках, то есть с возложением ответственности на короля Луи-Филиппа. В 1844 г. Пиа выпустил брошюру «M. J. Chénier et le prince des critiques», в которой резко нападал на журналиста Жанена, оскорбившего память Шенье; за эту брошюру Пиа просидел 6 месяцев в тюрьме. Хотя все драмы Пиа были, в сущности, политическими памфлетами, многие из них имели шумный успех, в особенности «Le chiffonnier de Paris» (1847).  
В 1847—1848 г. Пиа был одним из редакторов радикальной газеты «Réforme». После февральской революции он командовал полком парижской национальной гвардии; как член учредительного собрания, Пиа примкнул к социалистической партии; обратил на себя внимание речами в защиту свободу печати и права на труд. Избранный в законодательное собрание, он был предан суду за подпись под призывом к оружию, составленным (июнь 1849 г.) Ледрю Ролленом; бежал в Швейцарию, потом переехал в Бельгию. Высланный оттуда после переворота 2 декабря, поселился в Лондоне и принимал участие в польских, итальянских, русских и иных революционных кружках.  
В 1858 г. издал брошюру в защиту покушения Орсини и судился за неё, но был оправдан. В 1869 г. принял амнистию и вернулся в Париж; писал в «Rappel». В январе 1870 г. был приговорен по нескольким процессам к 17 месяцам тюрьмы, но скрылся от полиции; за участие в волнениях 7 февраля и 9 мая заочно приговорен к 5 годам тюрьмы и бежал в Лондон, откуда вернулся после падения империи. Сначала в «Combat», потом в «Vengeur» постоянно нападал на правительство национальной обороны; принимал участие в восстаниях 31 октября 1870-го и 22 января 1871 годов. 8 февраля избран в Национальное собрание, в которое, однако, не вступил. Резко протестовал против заключения мира. 26 марта избран в Парижскую коммуну; был членом финансовой комиссии, потом Комитета общественного спасения. Он был инициатором декрета 19 мая, запретившего все издания, враждебные коммуне. Все это время он продолжал в своем «Vengeur» кампанию против версальского правительства; настаивал на разрушении Вандомской колонны и других зданий. 22 мая вышел последний номер его газеты, с призывом к сопротивлению до последней капли крови. После вступления в Париж правительственных войск ему удалось бежать. Приговоренный заочно к смертной казни, он жил за границей; в 1880 г. вернулся на основании амнистии в Париж.  
В 1888 г. избран в Марселе депутатом. 

### Смерть
Скончался в 1889 году в Сен-Гратьян, Франция.